# سبز سایبر I
سبز سایبر I با فرمول شیمیایی C32H37N4S+ یک نوع رنگ سیانین است.